# Мартинович, Егор Александрович
Его́р Алекса́ндрович Мартино́вич (бел. Ягор Аляксандравіч Марціновіч; род. 3 сентября 1988, Минск) — белорусский журналист, главный редактор издания «Наша Ніва», политический заключённый по мнению нескольких правозащитных организаций.

## Биография
Родился в семье писателей Александра Андреевича Мартиновича и Татьяны Михайловны Мушинской. Младший брат историка и журналиста Дениса Александровича Мартиновича.
В 2006 году окончил Лицей Белорусского государственного университета, в 2011 — факультет журналистики Белорусского государственного университета. С 2009 года работал в минской газете «Наша Ніва», с 1 марта 2017 года — её главный редактор.
При Мартиновиче издание сделало ставку на интернет: с 1 июля 2016 года «Наша Ніва» стала выходить в формате ежемесячника на 24 страницах, главное внимание стало уделяться развитию интернет-портала. Новости на сайте доступны в двух версиях (на белорусском и русском языках). В июне 2018 года прекратился регулярный выход бумажной газеты, «Наша Ніва» существует только в электронной форме как интернет-портал (в мае 2018 года его посетили 475 тысяч пользователей, прочитавших 7,1 миллиона страниц).

## Преследование
После начала в августе 2020 года массовых протестов в Белоруссии, направленных против фальсификаций на президентских выборах, «Наша Ніва» активно освещала ход противостояния. Это вызвало неудовольствие властей страны, в результате чего доступ к использовавшемуся порталом доменному имени «nn.by» был заблокирован в Белоруссии. 23 сентября 2020 года белорусские силовики провели обыск на квартире Мартиновича и изъяли все технические устройства и носители информации. Его допросили в Следственном комитете, после чего он три дня провёл в одиночной камере. Против журналиста было возбуждено уголовное дело за клевету, кроме того он был оштрафован за участие в не санкционированой властями протестной акции. Международная организация «Репортёры без границ» подвергла критике действия властей в отношении «Нашей нівы» и её главного редактора.
8 июля 2021 года в помещении редакции «Нашей нівы», а также в квартирах и домах некоторых её сотрудников прошли обыски. Несколько журналистов, включая Мартиновича, были задержаны. По словам самого́ Мартиновича он был избит во время задержания и проводившихся в отношении него следственных действий. С момента задержаний доменное имя «nn.by» было заблокировано в Белоруссии, но редакции так и не сообщили, какие нарушения нашли государственные органы. Позднее издание «Нашей Нівы» возобновилось оставшимися на свободе журналистами издания за рубежом на домене «nashaniva.com». 12 июля 2021 года совместным заявлением десяти организаций, в том числе правозащитного центра «Весна», Белорусской ассоциации журналистов, Белорусского Хельсинкского комитета, Белорусского ПЕН-центра, Егор Мартинович и другие арестованные сотрудники «Нашей Нівы» были признаны политическими заключёнными.
15 марта 2022 года Егор Мартинович и ещё один арестованный журналист «Нашей нівы» Андрей Скурко получили по два с половиной года колонии якобы за неуплату коммунальных услуг в размере 3500 белорусских рублей.
31 августа 2023 года Мартинович вышел на свободу.

## Награды
- 2015 — премия «Свобода слова» организации «Репортёры без границ»[13]
- 2015 — премия Белорусской ассоциации журналистов «Вольнае слова»[14]
- 2016 — премия Белорусской ассоциации журналистов «Вольнае слова»[источник не указан 682 дня]
- 2017 — премия Белорусской ассоциации журналистов «Вольнае слова»[источник не указан 682 дня]